# 阳霞河
阳霞河，位于中华人民共和国新疆维吾尔自治区巴音郭楞蒙古自治州轮台县中部的一条河流，发源于天山支脉索都尔别力南坡，先由西向东流25千米后转南流，出山口后先向南，继而转向东南流，经阳霞镇和铁热克巴扎乡，最终消散于塔里木河下游汊流－沙子列克达里亚河北岸、央塔克库都克沙漠北侧的却勒库木湿地中。山口以上河长60千米，流域面积510平方千米，年均径流量约1.07亿立方米。2020年轮台县政府公布的阳霞河河道管理范围，划定的阳霞河总长132.3千米，流域面积1051平方千米。